# Лобойченко Іван Іванович
Іван Іванович Лобойченко (нар. 2 червня 1957, селище міського типу Опішня, Зіньківський район, Полтавська область) — український майстер-кераміст, спеціалізується на керамічних іграшках та дрібній пластиці.

## Життєпис
Мистецтву навчався у Олександри Селюченко, Івана Білика та Трохима Демченка.
Працював у селищі Опішня творчим майстром на заводі «Художній керамік» (1974—1982). У період 1982—1989 був керамістом у місті Златоуст (Челябінська область, Російська Федерація). Пізніше працював на творчій роботі. Бере участь у виставках обласного та всеукраїнського рівня з 1974 року. Персональна виставка відбулася у Златоусті в 1985 році. і 1989 року повернувся в Опішню, де працював головним художником заводу «Керамік» (1989—1998).
Створює декоративний і ужитковий посуд, декоративну керамічну пластику, народні іграшки, сюжетні композиції за мотивами творів Миколи Гоголя, Леоніда Глібова, Тараса Шевченка, а також зооморфні фігурки у вигляді биків, левів, баранів та коней. Деякі з його виробів зберігаються у художніх музеях Дніпра, Запоріжжя та Сум.
Чоловік Валентини Лобойченко.